# 科多德爾波蘇索區
9°40′26″S 75°27′44″W / 9.6739°S 75.4623°W
科多德爾波蘇索區（西班牙語：Distrito de Codo del Pozuzo），是秘魯的一個區，位於該國中部瓦努科大區的印加港省，始建於1984年11月19日，面積3,328.4平方公里，海拔高度450米，2005年人口6,238，人口密度每平方公里1.9人。